# Cacería (película de 2002)
Cacería  es una película de Argentina filmada en colores dirigida por Ezio Massa sobre su propio guion escrito en colaboración con Jorge Bechara basado en una historia de este, que se estrenó el 11 de abril de 2002 y tuvo como actores principales a Luis Luque, Juan Palomino y  Claribel Medina. Fue filmada en la provincia de Formosa, tierra natal de su director, y se exhibió con el título alternativo de Cacería (tiempo de ganar).

## Sinopsis
Un hombre regresa con su hijo a su pueblo natal, Redención, en el interior de Formosa con un importante botín arrebatado a una organización delictiva a la que perteneciera, con el propósito de escapar al Paraguay.

## Reparto
Participaron del filme los siguientes intérpretes:
- Luis Luque...Daniel
- Juan Palomino...Lucas
- Claribel Medina...Elisa
- Carlos Roffe...Micky
- Matías Sansone...Nicolás
- Horacio Erman...Padre Guido
- Carlos Leyes...Miguel
- Carlos Kaspar...Gordo
- Sebastián García...Gaby
- Pochi Ducasse...Doña Clara (voz)
- Fernando Díaz...	Coco
- Bernardo Forteza...	Carlos
- Carlos Galettini... Beltrán
- Miguel Gallardo...	Cajide
- Miguel Gutiérrez...	Cajide
- Puky Maida...	Rodo
- Ezio Massa...	Dealer de armas
- Carmela Moreno...	Mecha
- Fabián Rendo	...	Poli
- María Román de Caloni	...	Doña Clara
- Golo Sid...	Don Antonio

## Comentarios
Luis Ormaechea en el sitio web otrocampo.com escribió:

”Ezio Massa utiliza algunos rasgos estilísticos de un especialista en el género: John Woo: las más evidentes son el tiroteo en la iglesia y las palomas blancas levantando vuelo en cámara lenta…en Cacería no encontramos, por ejemplo, la complejidad en la construcción de los personajes que caracteriza a John Woo ni su trama presenta un dilema moral capaz de constituir un conflicto dramático de interés.”

Horacio Bernades en Página 12  opinó:

”En un western de Sergio Leone donde todo es operística desproporción, se justifica que seis tipos viajen, portando un arsenal gigantesco, para atrapar a un gordo que se les quedó con un vuelto. Pero en una película filmada como de entrecasa el despropósito queda en evidencia”.

Manrupe y Portela dicen del filme:

”Thriller de frontera…Cargado de estereotipos más allá de un posible homenaje, la historia vuelve sobre temas gastados por tantas películas y telefilmes.”